# Prințesa Isabelle de Orléans (1878–1961)
Prințesa Isabelle Marie Laure Mercédès Ferdinande d'Orléans (7 mai 1878 - 21 aprilie 1961) a fost membră a familiei regale franceze orleaniste și, prin căsătorie, Ducesă de Guise.

## Biografie

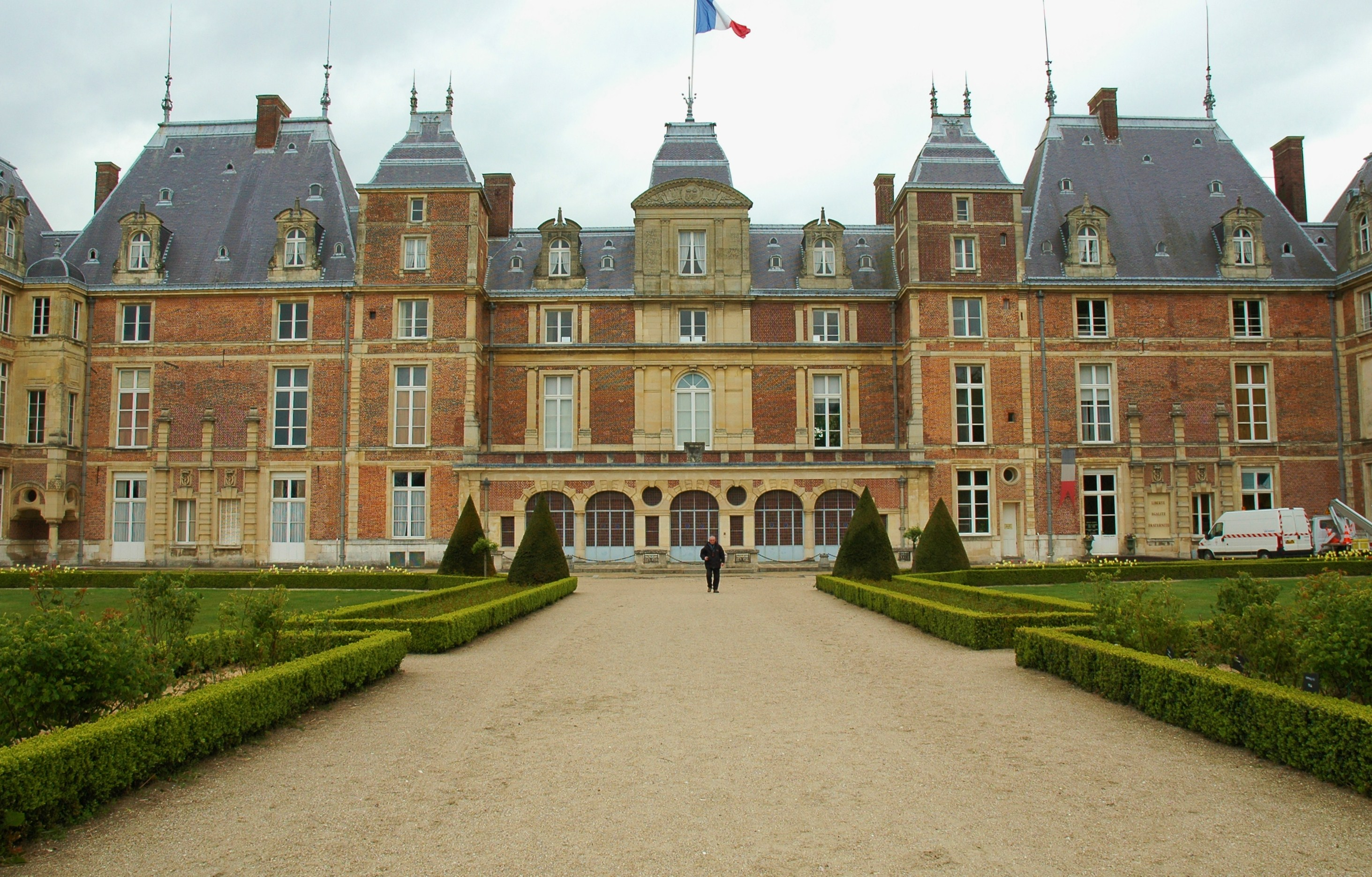
Castelul Eu, locul nașterii Prințesei Isabelle Marie d'Orléans

S-a născut la Eu, Franța, ca al cincilea copil și a treia fiică a Prințului Filip, Conte de Paris și a Infantei Maria Isabel a Spaniei. Tatăl ei a fost pretendent orléanist la tronul Franței sub numele de Filip al VII-lea.
Prințesa Miou, după cum era numită de familia sa, și-a petrecut primii ani în Normandia, lângă părinții săi, contele și contesa de Paris. În 1886, când avea doar opt ani, legea exilului votată de guvernul celei de-a Treia Republicii a afectat membrii familiei sale. Tânăra Isabelle a părăsit castelul Eu pentru a merge cu părinții și frații săi la Casa Stowe din Marea Britanie, și la Villamanrique de la Condesa, Spania. După aceea, prințesa s-a putut întoarce din când în când în Franța, deoarece legea exilului a afectat în principal capetele caselor regale din Franța și moștenitorii lor direcți, iar femeile erau excluse din linia de succesiune prin Legea Salică.
Isabella a fost educată într-un mediu select, în care cultura și mai ales istoria, au jucat un rol important. Crescând, prințesa a devenit o femeie frumoasă, lucru care i-a permis, ajutată fiind și de calitatea de șef al Casei regale deținut de tatăl ei, să aibă mai mulți pretendenți. Dintre aceștia, cel mai notabil a fost viitorul rege Albert I al Belgiei, care a trebuit să renunțe în fața opoziției unchiului său, regele Leopold al II-lea, ce se temea de reacțiile de la Paris față de o căsătorie cu fiica unui pretendent exilat.. 

### Căsătorie și copii
La 30 octombrie 1899 Isabelle s-a căsătorit la Twickenham cu vărul ei primar, Prințul Jean, Duce de Guise (1874–1940). Jean era fiul prințului  Robert, duce de Chartres (1840–1910) și a soției acestuia, Françoise d'Orléans (1844–1925).
Timp de mai mulți ani cuplul a trăit la Paris și la moșia lor de la  Nouvion-en-Thiérache. Dar, în concordanță cu renumele familiei lor, "familia Guise" s-a plictisit de Europa. De aceea, la un an după ce a dat naștere ultimului lor copil în 1909, cuplul a mers în Maroc și anul următor s-au stabilit acolo sub numele d’Orliac. Apoi, Prințul și Prințesa au dobândit în regiunea Larache un conac (astăzi hôtel Riad) și un vast domeniu unde au practicat o agricultură modernă.
În 1912, când Maroc a devenit prorectorat franco-spaniol, reședința de la Larache a trecut regimului spaniol în timp ce domeniile Maarif au trecut sub control francez.
După moartea fratelui Isabellei, Philippe de Orléans (1869–1926), și ridicarea soțului ei în rang de șef al Casei d’Orléans, Prințul și Prințesa au trăit în Europa. Ei s-au instalat la Manoir d’Anjou în Belgia de unde au condus mișcarea monarhistă franceză, cu ajutorul scriitorului și politicianului Charles Maurras și a "Action française".
Cuplul a avut patru copii:
- Prințesa Isabelle de Orléans (1900–1983). Căsătorită prima dată cu Bruno, Conte de Harcourt (1899–1930) și a doua oară cu Pierre Murat, Prinț Murat în 1934.
- Prințesa Françoise de Orléans (1902–1953). Căsătorită cu Prințul Christopher al Greciei în 1929. El a fost fiul regelui George I al Greciei și a reginei Olga. Ei au fost părinții Prințului Mihail al Greciei.
- Prințesa Anne de Orléans (1906–1986). S-a căsătorit cu Amadeo de Savoia-Aoste, Duce de Aoste în 1927.
- Prințul Henri, Conte de Paris (1908–1999).  S-a căsătorit cu Prințesa Isabelle de Orléans-Braganza în 1931.

La izbucnirea celui de-al Doilea Război Mondial "ducele" și "ducesa de Guise" s-au întors pe domeniile lor marocane, însă "ducele" nu a suportat înfrângerea franceză din 1940 și a murit la puțin timp după începutul ocupației naziste. "Ducesa" a continuat cu acțiunile sale caritabile, vizitând regulat pe cei săraci și cu gestionarea în special a "Casei del Niño", un ajutor dedicat copiilor săraci, instituție fondată de ea.
Prințesa Isabelle a murit la Larache, Maroc, la vârsta de 82 de ani.